# 陳宗宏
陳宗宏（1983年2月19日—） ，為一名台灣棒球選手，曾效力於中華職棒米迪亞暴龍，守備位置為捕手，現為台北市成棒隊的體能教練。2008年在中華職棒一軍並無守備紀錄，均以指定打擊、代打出賽。

## 經歷
- 台南縣玉井國小
- 台南市建興國中青少棒隊
- 台南縣善化高中青棒隊
- 臺北市立體育學院棒球隊（榮工）
- 中華職棒誠泰Cobras隊代訓球員（2007年）
- 中華職棒米迪亞暴龍隊（2008年）
- 屏東縣富田國小少棒隊教練
- 臺北市成棒隊（2009年～2014年）
- 台北市延平國小少棒隊教練（2013年～2014年）
- 臺北市成棒隊體能教練（2014年～）

## 職棒生涯成績
| 年度 | 球隊       | 出賽 | 打數 | 安打 | 全壘打 | 打點 | 盜壘 | 三振 | 四壞 | 壘打數 | 打擊率 | 上壘率 | 長打率 | OPS   |
| ---- | ---------- | ---- | ---- | ---- | ------ | ---- | ---- | ---- | ---- | ------ | ------ | ------ | ------ | ----- |
| 2008 | 米迪亞暴龍 | 27   | 34   | 5    | 0      | 1    | 0    | 6    | 4    | 7      | 0.147  | 0.275  | 0.206  | 0.481 |
| 合計 | 1年        | 27   | 34   | 5    | 0      | 1    | 0    | 6    | 4    | 7      | 0.147  | 0.275  | 0.206  | 0.481 |

## 外部連結
- 陳宗宏在台灣棒球維基館上的頁面（繁體中文）
- 陳宗宏在中華職棒
- 陳宗宏在Baseball-Reference.com（小聯盟以及海外聯盟）（英语）